# Taha Akgül
Pour les articles homonymes, voir Akgül.
Taha Akgül (né le 22 novembre 1990 à Sivas) est un lutteur turc.

## Biographie
Il remporte son 9e titre européen lors des Championnats d'Europe de lutte 2022.

## Palmarès

### Jeux olympiques
- Médaille d'or en catégorie des moins de 125 kg en 2016
- Médaille de bronze en catégorie des moins de 125 kg en 2020

### Championnats du monde
- Médaille d'or en catégorie des moins de 125 kg en 2022
- Médaille d'or en catégorie des moins de 125 kg en 2015
- Médaille d'or en catégorie des moins de 125 kg en 2014
- Médaille d'argent en catégorie des moins de 125 kg en 2019
- Médaille d'argent en catégorie des moins de 125 kg en 2017
- Médaille de bronze en catégorie des moins de 125 kg en 2021
- Médaille de bronze en catégorie des moins de 120 kg en 2013

### Championnats d'Europe
- Médaille d'or en catégorie des moins de 125 kg en 2023
- Médaille d'or en catégorie des moins de 125 kg en 2022
- Médaille d'or en catégorie des moins de 125 kg en 2021
- Médaille d'or en catégorie des moins de 125 kg en 2019
- Médaille d'or en catégorie des moins de 125 kg en 2018
- Médaille d'or en catégorie des moins de 125 kg en 2017
- Médaille d'or en catégorie des moins de 125 kg en 2014
- Médaille d'or en catégorie des moins de 120 kg en 2013
- Médaille d'or en catégorie moins de 120 kg en 2012

### Jeux européens
- Médaille d'or en catégorie des moins de 125 kg en 2015

### Jeux mondiaux militaires
- Médaille d'or en catégorie des moins de 125 kg en 2019

### Jeux méditerranéens
- Médaille d'or en catégorie des moins de 120 kg en 2013

### Universiade
- Médaille d'or en catégorie des moins de 120 kg en 2013